# Rakovac (Srbac, BiH)
Rakovac je naseljeno mjesto u sastavu općine Srbac, Republika Srpska, BiH.

## Stanovništvo
| Rakovac            |           |
| Godina popisa      | 1991.     |
| Srbi               | 36 (100%) |
| Hrvati             | 0         |
| Muslimani          | 0         |
| Jugoslaveni        | 0         |
| ostali i nepoznato | 0         |
| ukupno             | 36        |